# Бозум
Бозум — город в Центральноафриканской Республике, административный центр префектуры Уам-Пенде, где образует одну из трёх субпрефектур. Население — 22 394 чел. (2012).
В городе есть аэропорт.

## География и климат
Город расположен на западе страны, менее чем в 170 км от границы с Камеруном. Расстояние до столицы страны, Банги, примерно составляет 326 км (по прямой; по автодороге — от 375 до 480 км).
| Показатель                                           | Янв. | Фев. | Март | Апр. | Май  | Июнь | Июль | Авг. | Сен. | Окт. | Нояб. | Дек. | Год  |
| ---------------------------------------------------- | ---- | ---- | ---- | ---- | ---- | ---- | ---- | ---- | ---- | ---- | ----- | ---- | ---- |
| Средний суточный максимум, °C                        | 32,5 | 33,5 | 33,1 | 31,6 | 30,5 | 29,0 | 28,0 | 28,2 | 28,8 | 29,7 | 31,8  | 32,5 | 30,8 |
| Средняя температура, °C                              | 24,3 | 25,4 | 26,4 | 26,0 | 25,3 | 24,1 | 23,5 | 23,9 | 24,0 | 24,3 | 24,5  | 24,2 | 24,7 |
| Средний суточный минимум, °C                         | 16,1 | 17,4 | 19,8 | 20,4 | 20,1 | 19,3 | 19,1 | 19,6 | 19,2 | 18,9 | 17,2  | 15,9 | 18,6 |
| Норма осадков, мм                                    | 2    | 10   | 36   | 74   | 131  | 158  | 228  | 272  | 235  | 172  | 12    | 1    | 1331 |
| Источник: http://en.climate-data.org/location/52952/ |      |      |      |      |      |      |      |      |      |      |       |      |      |

## Население
Численность населения города стабильно растёт: если в 1988 году здесь проживало 17 316 человек, а в 1993 — 22 600, в 2003 — 20 665, то в 2012 — 22 394.